# Закон збіднення різнорідної живої речовини в острівних її згущеннях
Зако́н збі́днення різнорі́дної живо́ї речовини́ в острівни́х її згу́щеннях (Г. Ф. Хільмі) — індивідуальна система, що працює в середовищі з рівнем організації, нижчим, аніж рівень самої системи, приречена поступово втрачаючи свою структуру, система через деякий час розчиниться в навколишньому середовищі. Виходячи з цього закону, для здійснення охорони зникаючих видів і рідкісних біотичних угруповань у межах особливо охоронних природних територій, що розташовані серед природи, порушеної людиною, необхідна досить велика територія. З цього ж закону випливає, що будь-які складні біотичні угруповання, збережені на незначних просторах, приречені на поступову деградацію.

У практиці природокористування розглянутий закон диктує необхідність створення  буферних зон як при веденні інтенсивного господарства, так і особливо при створенні заповідників, довгострокових заказників та інших особливо охоронюваних територій для забезпечення високої надійності їх функціонування.